# Salpistele
Salpistele é um género botânico pertencente à família das orquídeas (Orchidaceae).

## Espécies
- Salpistele brunnea
- Salpistele dielsii
- Salpistele dressleri
- Salpistele lutea
- Salpistele parvula
- Salpistele pensilis